# Johann Hadaszczok
Johann Hadaszczok (ur. 21 kwietnia 1858 we Frydku, zm. 23 września 1895 w Morawskiej Ostrawie) – niemiecki nauczyciel, przewodnik, działacz turystyczny z terenów Śląska Austriackiego.
Urodził się w rodzinie tkaczy. Uczył się w szkołach w Cieszynie, Opawie i Wiedniu. W latach 1875–1878 studiował w Wyższej Szkole Technicznej w Wiedniu. W 1882 r. zdał egzaminy uprawniające do nauczania matematyki i geometrii wykreślnej w wyższych szkołach realnych, zaś w 1884 r. uzyskał dodatkowo uprawnienia nauczania wychowania fizycznego. Od 1883 r. pracował jako suplent (zastępca etatowego nauczyciela) w ziemskiej wyższej szkole realnej w Morawskiej Ostrawie, a od 1886 r. aż do śmierci jako profesor wyższej szkoły realnej tamże.
Johann Hadaszczok wraz z ostrawskim politykiem Karlem Richterem był w 1893 współzałożycielem organizacji turystycznej Beskidenverein (w skrócie: BV), która objęła sobie za cel zagospodarowanie Beskidów dla ruchu turystycznego (głównie niemieckiego). Wzorem był austriacko-niemiecki związek turystyczny Alpenverein, z którym Hadaszczok utrzymywał bardzo bliskie kontakty.
W Beskidenverein objął stanowisko wiceprzewodniczącego, a w 1894 r. po rezygnacji Karla Richtera – przewodniczącego. Zarówno wcześniej, jak i podczas swojego przewodnictwa Hadaszczok był wielkim zwolennikiem budowy schronisk turystycznych w Beskidach, które wtedy były praktycznie ich pozbawione. Szczególnie lubił Łysą Górę w dzisiejszym Beskidzie Morawsko-Śląskim i wybudowanie obiektu na tym szczycie jest w dużej mierze jego zasługą.
Hadaszczok tak kochał góry, że dla nich lekceważył swoje problemy zdrowotne – zmarł młodo, w wieku 37 lat (po 36. w tym roku wycieczce na Łysą Górę), zaledwie rok po objęciu stanowiska przewodniczącego. Dla Beskidenverein była to duża strata.
Dla uczczenia jego pamięci nowe schronisko na górze Sławicz, którego był inicjatorem budowy, BV nazwało Hadaszczok-Hütte.
Oprócz działalności w Beskidenverein Johann Hadaszczok był m.in. wiceprezesem niemieckiego towarzystwa gimnastycznego (Deutscher Turnverein) w Morawskiej Ostrawie.
Jego żoną była Ida, córka Eduarda Kremera, lekarza miejskiego z Morawskiej Ostrawy.

## Wybrane prace
- Ausfüge in die Umgebung von Friedland, Olmütz 1871
- Der Kegelschnitt in centrischer Collineation mit berührenden Kreisen. W: Jahresbericht der Landes-Oberrealschule in Mährisch Ostrau, Mährisch Ostrau 1892
- Führer durch die Beskiden (mit einer Spezialkarte der Westbeskiden), Mährisch Ostrau 1894, 1908